# Opisthotropis spenceri
Espèce
Statut de conservation UICN

 DD  : Données insuffisantes
Opisthotropis spenceri est une espèce de serpents de la famille des Natricidae. 

## Répartition
Cette espèce est endémique du Nord de la Thaïlande,.

## Description
L'holotype de Opisthotropis spenceri mesure 600 mm dont 72 mm pour la queue. C'est un serpent ovipare.

## Étymologie
Cette espèce est nommée en l'honneur de F. D. Spencer qui a collecté l'holotype.

## Publication originale
- Smith, 1918 : Description of a new snake (Opisthotropis spenceri) from Siam. Journal of the Natural History Society of Siam, vol. 3, p. 13 (texte intégral).